# Brotogeris
A Brotogeris a papagájalakúak (Psittaciformes) rendjébe, a papagájfélék (Psittacidae) családjának egyik neme.

## Rendszerezésük
A nemet Nicholas Aylward Vigors ír zoológus írta le 1825-ben, az alábbi 8 faj tartozik ide:
- Csiriripapagáj (Brotogeris chiriri)
- Sárgaszárnyú papagáj (Brotogeris chrysoptera)
- Violaszárnyú papagáj (Brotogeris cyanoptera)
- Sárgaállú papagáj (Brotogeris jugularis)
- Tűzszárnyú papagáj (Brotogeris pyrrhoptera)
- Tuipapagáj (Brotogeris sanctithomae)
- Tirikapapagáj (Brotogeris tirica)
- Fehérszárnyú papagáj (Brotogeris versicolurus)

## Előfordulásuk
Közép- és Dél-Amerika területén honosak. Természetes élőhelyeik a szubtrópusi és trópusi erdők és szavannák. Állandó, nem vonuló fajok.

## Megjelenésük
Testhosszuk 16-24 centiméter közötti. A farkuk rövid, a tollazatukban a zöld szín dominál, némi kék, sárga, esetleg bordós díszítéssel. Valamennyi ide tartozó faj szemgyűrűs, színe halvány kékes árnyalatú szürke. A csőr felső kampója mélyen ráhajlik az alsóra, s a fejhez arányítva nagy, viszont szemből nézve keskeny.